# Turismo Verde
Turismo Verde è un'associazione di agriturismo promossa dalla CIA. È stata fondata nel 1981 dall'allora Confederazione Italiana Agricoltori  ancora prima che la stessa assumesse la nuova denominazione di CIA e fin dall'origine si autodefiniva come Istituto per l'agriturismo e l'ambiente, per la difesa del territorio e per le attività culturali e ricreative nelle campagne.
Il suo sviluppo è parallelo a quello del settore dell'agriturismo e del turismo rurale ponendo sempre l'accento sul carattere di integrazione con l'effettivo esercizio delle aziende agricole. Lo stretto legame con un'organizzazione sindacale di larga base sociale accentua il collegamento con chi effettivamente svolge un'attività lavorativa legata all'agricoltura.
Turismo Verde ha raggiunto un'organizzazione territoriale in tutte le regioni italiane.]
La tutela degli associati, oltre che all'assistenza tecnica all'apertura e alla gestione dell'attività agrituristica, si manifesta con l'attenzione agli aspetti normativi. La nuova legge 20 febbraio 2006 assegna alle associazioni di categoria più rappresentative un importante ruolo per la promozione dell'agriturismo.
Un particolare impegno dell'associazione è indirizzato a difendere la cultura del paesaggio  con una grande attenzione a problemi ambientali comuni a tutti i cittadini di un Turismo di territorio e responsabile.
A partire dal 2006 Il presidente è Walter Trivellizzi che è stato per anni il presidente della CIA Umbria.